# Gary Michael Stevens
Gary Michael Stevens (Barrow-in-Furness, 27 maart 1963) is een voormalig betaald voetballer uit Engeland, die speelde als rechtervleugelverdediger gedurende zijn carrière. Stevens beëindigde zijn loopbaan in 1998 bij Tranmere Rovers.

## Clubcarrière
Stevens speelde clubvoetbal in Engeland en Schotland, voor onder meer Everton en Glasgow Rangers. Met die eerste club won hij onder leiding van trainer-coach Howard Kendall onder meer tweemaal de Engelse landstitel. Hij speelde mee in de finale van de strijd om de Europacup II in 1985, toen Everton met 3-1 won van Rapid Wien.

## Interlandcarrière
Stevens kwam in totaal 46 keer uit voor de nationale ploeg van Engeland. Onder leiding van bondscoach Bobby Robson maakte hij zijn debuut op 6 juni 1985 in de vriendschappelijke wedstrijd tegen Italië (1-2) in Mexico City. Stevens nam met Engeland deel aan twee opeenvolgende WK-eindronden: 1986 en 1990.

## Erelijst
Everton FC
- First Division

1985, 1987
- FA Cup

1984
- Europacup II

1985
 Glasgow Rangers
- Scottish Premier League

1989, 1990, 1991, 1992, 1993, 1994
- Scottish Cup

1992, 1993